# Вертзе (громада)
Вертзе (нім. Wörthsee) — громада в Німеччині, розташована в землі Баварія. Підпорядковується адміністративному округу Верхня Баварія. Входить до складу району Штарнберг.
Площа — 20,42 км2. Населення становить 4962 ос. (станом на 31 грудня 2020).